# FC Khujand
Der Football Club Khujand (tadschikisch Клуби футболи «Хуҷанд») ist ein tadschikischer Fußballverein aus Chudschand. Aktuell spielt der Verein in der ersten Liga, der Wysschaja Liga.

## Geschichte
Der heutige FС Khujand wurde im Jahr 1976 auf Basis der Überreste des Klubs Pomir, welche zuvor als Bergarbeiter bekannt war. Ab da spielte man im Spielbetrieb der zweiten Liga der UdSSR. Der Hauptzweck war als Farm-Team für SSKA Pomir zu dienen. Als Heimspielstätte nutze man zuerst das Spartak Stadion, bevor man später ins 20 Jahre Unabhängigkeitsstadion umzog.
Nach der Unabhängigkeit von Tadschikistan hält man sich bislang ununterbrochen in der Ersten Liga, wo jedoch bislang nie eine Meisterschaft gelang. Zudem gewann man bislang fünf Mal den Tajik Cup: 1998, 2002, 2008, 2017 und 2021. Dadurch nahm man schon mehrfach am Asienpokal der Pokalsieger sowie später dem AFC Cup teil, kam hier aber bislang nur 2022 über die Gruppenphase hinaus.

## Erfolge
- Tadschikischer Pokalsieger: 1998, 2002, 2008, 2017, 2021
- Tadschikischer Pokalfinalist: 1996/97, 2001/02, 2010, 2024

## Trainerchronik
| Trainer            | Nation        | von               | bis               |
| ------------------ | ------------- | ----------------- | ----------------- |
| Khamid Karimov     | Tadschikistan | 1. Januar 2000    | 31. Dezember 2001 |
| Khamid Karimov     | Tadschikistan | 1. Januar 2005    | 31. Dezember 2006 |
| Khamid Karimov     | Tadschikistan | 1. Januar 2012    | 7. Juli 2012      |
| Mubin Ergaschew    | Tadschikistan | 31. Januar 2013   | 12. Januar 2014   |
| Numonjon Yusupov   | Tadschikistan | 1. Januar 2016    | 31. Dezember 2017 |
| Khamid Karimov     | Tadschikistan | 11. Juli 2016     | 31. Dezember 2016 |
| Rustam Chodschajew | Tadschikistan | 3. Februar 2017   | 26. Februar 2018  |
| Numonjon Yusupov   | Tadschikistan | 1. Februar 2018   | 31. Dezember 2019 |
| Witali Lewtschenko | Tadschikistan | 6. Oktober 2018   | 16. April 2019    |
| Nikola Lazarević   | Serbien       | 21. Dezember 2019 | 11. Juli 2020     |
| Chakim Fusailow    | Tadschikistan | 12. Juli 2020     | 14. Januar 2021   |
| Rustam Chodschajew | Tadschikistan | 18. Januar 2021   | 27. April 2023    |
| Farrukh Marofiev   | Tadschikistan | 27. April 2023    | 30. April 2023    |
| Numon Khasanov     | Usbekistan    | 1. Mai 2023       | 8. Juni 2023      |
| Farrukh Marofiev   | Tadschikistan | 8. Juni 2023      | 2. Januar 2024    |
| Rustam Khodzhaev   | Tadschikistan | 3. Januar 2024    |                   |